# Akademické mistrovství světa ve sportovním lezení 2018
Akademické mistrovství světa ve sportovním lezení 2018 (anglicky: University Climbing World Championships) patří mezi Akademická mistrovství světa, která jsou pořádána každé dva roky, sportovní lezení bylo na programu podruhé a uskutečnilo se ve slovenském hlavním městě Bratislava v termínu 20. — 23. června 2018.
V roce 2015 se konalo první Akademické mistrovství Evropy ve sportovním lezení, Česká asociace univerzitního sportu (ČAUS) organizuje každoročně také Akademické mistrovství České republiky ve sportovním lezení.

## Průběh závodů
Závody v lezení na obtížnost a rychlost se konaly na stěně K2, bouldering na náměstí
V lezení na obtížnost se lezly dvě kvalifikační cesty, do finále postupovalo 8 závodníků.

### Češi na AMS
Českou republiku zde reprezentovali tři muži, každý v jedné disciplíně a čtyři ženy v lezení na obtížnost, Andrea pokorná ve všech disciplínách.

## Výsledky
| obtížnost           | obtížnost               | rychlost                   | rychlost             | bouldering         | bouldering             |
| ------------------- | ----------------------- | -------------------------- | -------------------- | ------------------ | ---------------------- |
| muži                | ženy                    | muži                       | ženy                 | muži               | ženy                   |
| 1. Fedir Samoilov   | 1. Mei Kotake           | 1. Jan Kříž                | 1. Anouck Jaubert    | 1. Elias Weiler    | 1. Megan Lynch         |
| 2. Thomas Joannes   | 2. Maëlys Agrapart      | 2. Kostiantyn Pavlenko     | 2. Patrycja Chudziak | 2. Júdži Fudžiwaki | 2. Serika Okawachi     |
| 3. Ruben Firnenburg | 3. Romain Salomé        | 3. Mehdi AliPourShenazandi | 3. Anna Brożek       | 3. Kaito Watanabe  | 3. Julia Chanourdie    |
|                     |                         |                            |                      |                    |                        |
| 4.                  | 4.                      | 4.                         | 4.                   | 4.                 | 4.                     |
| 5.                  | 5.                      | 5.                         | 5.                   | 5. Jan Jeliga      | 5.                     |
| 6.                  | 6.                      | 6.                         | 6.                   | 6.                 | 6.                     |
| 7.                  | 7.                      | 7.                         | 7.                   | —                  | —                      |
| 8.                  | 8.                      | 8.                         | 8.                   | —                  | —                      |
|                     |                         |                            |                      |                    |                        |
| 20. Martin Jech     | 9. Iva Vejmolová        | —                          | 28. Andrea Pokorná   | —                  | 38.-39. Andrea Pokorná |
| —                   | 25. Andrea Pokorná      | —                          | —                    | —                  | —                      |
| —                   | 28. Tereza Svobodová    | —                          | —                    | —                  | —                      |
| —                   | 30. Veronika Scheuerová | —                          | —                    | —                  | —                      |
| 8 finalistů         | 8 finalistek            | 16/8/4 finalistů           | 16/8/4 finalistek    | 6 finalistů        | 6 finalistek           |
| 54 mužů             | 47 žen                  | 56 mužů                    | 42 žen               | 57 mužů            | 47 žen                 |

### List vítězů
| Super Kombinace | neznámá vlajka | neznámá vlajka |
| Kombinace       | neznámá vlajka | neznámá vlajka |
| Obtížnost       | neznámá vlajka | neznámá vlajka |
| Rychlost        | neznámá vlajka | neznámá vlajka |
| Bouldering      | neznámá vlajka | neznámá vlajka |
| Dyno Jump       | neznámá vlajka | neznámá vlajka |